# Milaan-San Remo 1997
De wielerklassieker Milaan-San Remo 1997 werd gereden op 22 maart 1997. De koers werd gewonnen door Erik Zabel. Het was de eerste zege van de Duitse sprinter in de Primavera.

## Uitslag
| Milaan-San Remo 1997 |                      |                           |          |
| Plaats               | Naam                 | Ploeg                     | Tijd     |
| Winnaar              | Erik Zabel           | Team Telekom              | 6u57'47" |
| 2                    | Alberto Elli         | Casino-C'est votre équipe | z.t.     |
| 3                    | Biagio Conte         | Scrigno-Gaerne            | z.t.     |
| 4                    | Francesco Casagrande | Saeco-AS Juvenes SM       | z.t.     |
| 5                    | Michele Bartoli      | MG Maglificio-Technogym   | z.t.     |
| 6                    | Mirko Celestino      | Team Polti                | z.t.     |
| 7                    | Serhij Oetsjakov     | Team Polti                | z.t.     |
| 8                    | Rolf Sørensen        | Rabobank                  | z.t.     |
| 9                    | Andrea Ferrigato     | Roslotto-ZG Mobili        | z.t.     |
| 10                   | Andrea Noè           | Asics-CGA                 | z.t.     |

## Overige Belgen
| Rang | Naam              | Land   | Ploeg                   | Tijd      |
| ---- | ----------------- | ------ | ----------------------- | --------- |
| 14   | Peter van Petegem | België | TVM-Farm Frites         | z.t.      |
| 31   | Peter Farazijn    | België | Lotto-Mobistar-Isoglass | z.t.      |
| 36   | Axel Merckx       | België | Team Polti              | z.t.      |
| 37   | Marc Wauters      | België | Lotto-Mobistar-Isoglass | z.t.      |
| 38   | Tom Steels        | België | Mapei-GB                | z.t.      |
| 39   | Johan Museeuw     | België | Mapei-GB                | z.t.      |
| 48   | Andrei Tchmil     | België | Lotto-Mobistar-Isoglass | op 3'07"  |
| 56   | Jo Planckaert     | België | Lotto-Mobistar-Isoglass | z.t.      |
| 125  | Carlo Bomans      | België | Mapei-GB                | op 4'26"  |
| 126  | Wilfried Peeters  | België | Mapei-GB                | z.t.      |
| 156  | Ludwig Willems    | België | Lotto-Mobistar-Isoglass | op 12'32" |

1907 · 1908 · 1909 · 1910 · 1911 · 1912 · 1913 · 1914 · 1915 · 1916 · 1917 · 1918 · 1919 · 1920 · 1921 · 1922 · 1923 · 1924 · 1925 · 1926 · 1927 · 1928 · 1929 · 1930 · 1931 · 1932 · 1933 · 1934 · 1935 · 1936 · 1937 · 1938 · 1939 · 1940 · 1941 · 1942 · 1943 · 1944 · 1945 · 1946 · 1947 · 1948 · 1949 · 1950 · 1951 · 1952 · 1953 · 1954 · 1955 · 1956 · 1957 · 1958 · 1959 · 1960 · 1961 · 1962 · 1963 · 1964 · 1965 · 1966 · 1967 · 1968 · 1969 · 1970 · 1971 · 1972 · 1973 · 1974 · 1975 · 1976 · 1977 · 1978 · 1979 · 1980 · 1981 · 1982 · 1983 · 1984 · 1985 · 1986 · 1987 · 1988 · 1989 · 1990 · 1991 · 1992 · 1993 · 1994 · 1995 · 1996 · 1997 · 1998 · 1999 · 2000 · 2001 · 2002 · 2003 · 2004 · 2005 · 2006 · 2007 · 2008 · 2009 · 2010 · 2011 · 2012 · 2013 · 2014 · 2015 · 2016 · 2017 · 2018 · 2019 · 2020 · 2021 · 2022 · 2023 · 2024 · 2025

Lijst van beklimmingen